# 1998 QM5
1998 QM5 är en asteroid i huvudbältet som upptäcktes den 23 augusti 1998 av den australiensiske astronomen Frank B. Zoltowski i Woomera.